# Aneta Pătrășcoiu
Aneta Pătrășcoiu (Baia Mare, 17 ottobre 1967) è un'ex nuotatrice romena vincitrice della medaglia di bronzo nei 200 metri dorso alle Olimpiadi di Los Angeles 1984.
È stata, questa, la prima medaglia olimpica nella storia del nuoto rumeno.
Si è ritirata nel 1990 per diventare un'allenatrice di nuoto.

## Palmarès

### Olimpiadi
- Los Angeles 1984
  - 100 m dorso: 5ª
  - 200 m dorso:  Bronzo
- Seul 1988
  - 100 m dorso: 6ª